# Skjoldes Dysse
Der Skjoldes Dysse ist eine megalithische Grabanlage der jungsteinzeitlichen Nordgruppe der Trichterbecherkultur im Kirchspiel Skibby in der dänischen Kommune Frederikssund.

## Lage
Das Grab liegt am Westrand von Skibby auf einem Feld westlich des Skibbyvej, gegenüber dem Grundstück Industrivej 26A. In der näheren Umgebung gab es mehrere weitere megalithische Grabanlagen.

## Forschungsgeschichte
In den Jahren 1873 und 1942 führten Mitarbeiter des Dänischen Nationalmuseums Dokumentationen der Fundstelle durch. Eine weitere Dokumentation erfolgte 1989 durch Mitarbeiter der Forst- und Naturbehörde.

## Beschreibung
Die Anlage besitzt eine runde Hügelschüttung mit einem Durchmesser von 20 m und einer Höhe von 2 m. Von der Umfassung sind nur noch wenige Steine erhalten. Die Grabkammer ist als Ganggrab anzusprechen. Sie ist nordost-südwestlich orientiert und hat eine Länge zwischen 8,8 m und 9,4 m. Die Breite beträgt im Großteil der Kammer 2,3 m, an den Enden verengt sie sich aber auf 1,4 m. Das südwestliche Ende der Kammer ist stark beschädigt. Über die Anzahl der Wandsteine liegen keine Informationen vor. Sämtliche Decksteine fehlen. An der südöstlichen Langseite befindet sich der Zugang zur Kammer. Ihm ist ein nordwest-südöstlich orientierter Gang mit einer Länge von mindestens 7,5 m vorgelagert. Seine nordöstliche Seite ist vollständig und die südwestliche teilweise zerstört. Der erhaltene Teil des Gangs zeigt eine ungewöhnliche Konstruktion aus zwei übereinander liegenden Steinlagen.